# Siforoasi Gomo
Siforoasi Gomo is een bestuurslaag in het regentschap Nias Selatan van de provincie Noord-Sumatra, Indonesië. Siforoasi Gomo telt 1678 inwoners (volkstelling 2010).